# Tourbe (rivière)
Pour les articles homonymes, voir Tourbe (homonymie).
La Tourbe est une rivière française du département de la Marne, qui prend sa source sur la commune de Somme-Tourbe et qui se jette dans l'Aisne à Servon-Melzicourt.

## Géographie
La Tourbe a une longueur de 21,1 km et traverse les communes de Somme-Tourbe, Saint-Jean-sur-Tourbe, Laval-sur-Tourbe, Wargemoulin-Hurlus, Minaucourt-le-Mesnil-lès-Hurlus, Virginy et Ville-sur-Tourbe.

## Hydronymie
Du vieux-francique turba ; à rapprocher du vieux haut allemand zurba et du néerlandais turf.

## Toponymes
La Tourbe a donné son hydronyme aux quatre communes suivantes : Somme-Tourbe, Saint-Jean-sur-Tourbe, Laval-sur-Tourbe et Ville-sur-Tourbe.